# 펄 사건

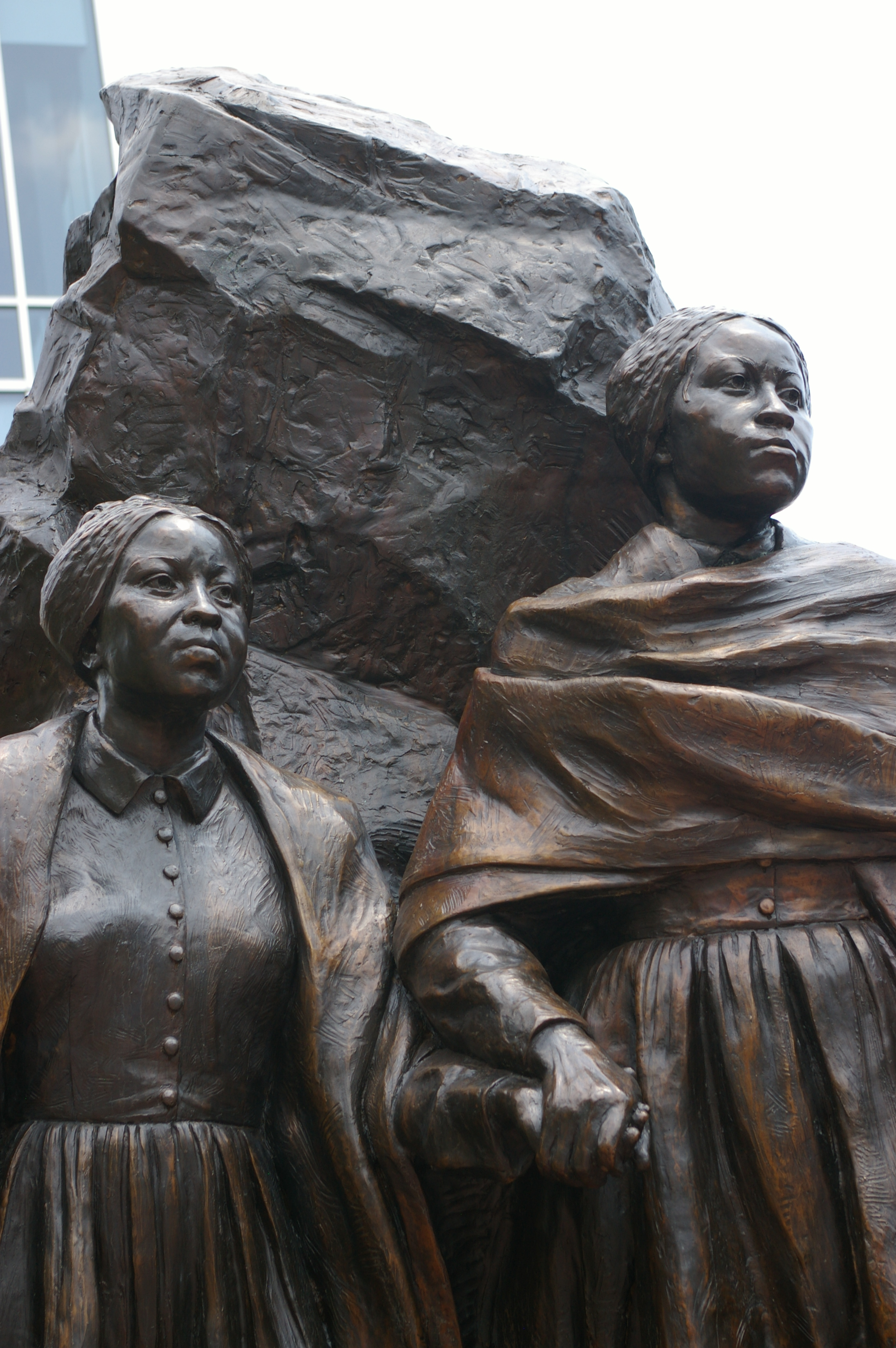
워싱턴 D.C. 알렉산드리아 VA에 세워진 에드먼슨 자매의 동상

 펄 사건(영어: Pearl incident)은 1848년 일어난 미국 사상 최대 규모의 비폭력 노예 탈출 시도 사건이다. 1848년 4월 15일 워싱턴 D.C.의 노예 77명은 스쿠너 《펄 호》를 타고 탈출하려고 하였다. 탈출 계획은 포토맥 강을 따라 체서피크 만 북쪽으로 향한 뒤 델라웨어강을 타고 자유주인 뉴저지주에 가려는 것이었다. 탈출 계획에는 백인과 자유인 신분의 흑인도 관여하였으나 흑인 노예들이 더 많았다. 미국의 네번째 대통령이었던 제임스 매디슨의 노예였다가 자유인이 된 폴 제닝스도 탈출 계획을 도왔다.
남성과 여성, 아이들로 이루어진 노예들의 탈출은 배가 역풍을 맞아 늦어졌고, 이틀 후 체서피크만의 포인트 룩아웃 근처에서 무장 증기선을 탄 추적자들에게 붙잡혔다. 노예들의 주인은 탈출 시도에 대한 처벌로 이들 대부분을 미국 남부의 플랜트 농업 지역인 디프사우스 지역으로 팔아버렸다. 탈출을 시도한 노예들 가운데 에드먼슨 자매(메리 에드먼슨과 에밀리 에드먼슨)는 뉴욕 블루클린의 회중 교회 성직자이자 노예 폐지론자였던 헨리 와드 비처(Henry Ward Beecher)가 모은 기금으로 자유를 얻을 수 있었다.
펄 호가 노예들을 싣고 워싱턴에 도착하자 노예제 찬성자들에 의한 폭동이 일어났다. 이들은 노예 폐지론자들을 습격하고 폭력을 휘둘렀다. 경찰이 순찰을 강화했지만 폭동을 일으켰다는 이유로 구속된 사람은 없었다. 탈출 시도 이후 미국 하원은 노예제를 놓고 격론을 벌였으며 그 결과 미주리 타협선(북위 36도 30분) 이북에서 노예 거래를 금지하는 1850년 타협이 이루어지게 되었다. 펄 사건은 해리엇 비처 스토가 1852년 출간한 《톰 아저씨의 오두막》쓰는데 영감을 주었다.
노예 탈출을 도운 혐의로 선장인 데니얼 드레이튼을 비롯한 세 명의 백인이 법정에 세워졌고 징역형에 쳐해졌다. 4년 뒤 당시 대통령밀러드 필모어는 이들을 사면하였다.

## 참고 문헌
- Mary Kay Ricks, Escape On The Pearl: The Heroic Bid For Freedom On The Underground Railroad, New York: William Morrow, 2007
- Paynter, John H., The Fugitives of the Pearl (1930), book-length fictionalized account published by Carter G. Woodson